# Krasnogłów białogardły
Krasnogłów białogardły, łowiec białogardły (Actenoides monachus) – gatunek średniej wielkości ptaka z rodziny zimorodkowatych (Alcedinidae). Jest endemitem Indonezji.

## Systematyka
Pierwszego naukowego opisu taksonu dokonał francuski ornitolog Karol Lucjan Bonaparte, nadając mu nazwę Dacelo monachus. Opis ukazał się w 1850 roku w Conspectus generum avium. Autor jako miejsce typowe wskazał wyspę Celebes. Obecnie krasnogłów białogardły jest zaliczany do rodzaju Actenoides.
Zazwyczaj wyróżnia się dwa podgatunki A. monachus:
- A. m. monachus (Bonaparte, 1850) – krasnogłów białogardły[4],
- A. m. capucinus (Meyer, AB & Wiglesworth, 1896) – krasnogłów żałobny[4].

Niektórzy autorzy uznają oba podgatunki za odrębne gatunki, takie ujęcie systematyczne przyjęto m.in. na wykorzystywanej przez IUCN liście ptaków świata opracowywanej przy współpracy BirdLife International z autorami Handbook of the Birds of the World.

### Etymologia
- Actenoides: gr. ακτις aktis, ακτινος aktinos „promień, blask, splendor”; -οιδης -oidēs „przypominający”[12].
- monachus: łac. monachus – „mnich (np. z kapturem, w czarnej czapce)”[13].

## Morfologia
Średniej wielkości ptak o dużym, szerokim u nasady, jasnoczerwonym dziobie. Nogi i stopy pomarańczowo-czerwone. Tęczówki ciemnobrązowe. Występuje dymorfizm płciowy. Samce mają ciemną turkusowoniebieską głowę. Czoło i okolice dzioba czarniawe, policzki, okolice uszu i karku jaśniejsze. Gardło i podgardle białe. Grzbiet, skrzydła i ogon ciemnooliwkowozielone. Dolne części ciała intensywnie rude, nieco bledsze na brzuchu i bokach, pokrywy podskrzydłowe cynamonowoochrowe. Samice różnią się od samców kasztanowymi wzorami na głowie. Młode osobniki są podobne do samic, z bardziej matowymi dolnymi częściami ciała i płowożółtawym podbródkiem. Mają szary lub żółtawy dziób z bledszym zakończeniem. Samiec podgatunku A. m. capucinus różni się od samca podgatunku nominatywnego zielonoczarną głową ciemniejszą na czubku głowy, matowozielonym ogonem oraz jaśniejszymi, bardziej jednolicie ubarwionymi, rudokasztanowymi dolnymi częściami ciała. Samice mają ciemniejszy grzbiet i skrzydła z brązowym odcieniem.
Długość ciała 31–32 cm u A. m. monachus i 33–34 cm u A. m. capucinus. Pozostałe wymiary na podstawie:
|                       | Samiec  | Samica  |
| --------------------- | ------- | ------- |
| Długość skrzydła (mm) | 138–150 | 142–152 |
| Długość dzioba (mm)   | 47–58   | 49–57   |
| Długość ogona (mm)    | 101–120 | 104–119 |
| Długość skoku (mm)    | 20–24   | 21–24   |

## Zasięg występowania
Krasnogłów białogardły jest endemitem Celebesu i kilku sąsiednich wysp. Poszczególne podgatunki zamieszkują:
- A. m. monachus – północny i środkowy Celebes oraz pobliskie wyspy Manadotua i Lembeh.
- A. m. capucinus – wschodnią, południowo-wschodnią i południową część Celebesu oraz wyspę Buton.

Zazwyczaj występuje na terenach położonych do wysokości do 900 m n.p.m., niekiedy wyżej. Zasięg występowania (EOO, Extent of Occurrence) podgatunku nominatywnego według szacunków organizacji BirdLife International obejmuje około 217 tys. km², zaś podgatunku capucinus około 141 tys. km².

## Ekologia
Głównym habitatem krasnogłowa białogardłego są nizinne lasy tropikalne zarówno pierwotne, jak i wysokie wtórne. Jest gatunkiem osiadłym. Dieta tego gatunku jest słabo zbadana, składa się głównie z chrząszczy (Coleoptera) i dużych pareczników (Chilopoda). Długość pokolenia jest określana na 6,6 roku.

### Rozmnażanie
Nie ma wielu informacji na temat rozmnażania i gniazdowania. Składanie jaj ma miejsce prawdopodobnie w lutym i marcu. Opisane gniazdo wykopane było w nadrzewnej termitierze z tunelem o średnicy 5 cm i długości 23 cm, na końcu którego znajdowała się komora gniazdowa o średnicy około 15 cm.

## Status
W Czerwonej księdze gatunków zagrożonych IUCN krasnogłów białogardły i krasnogłów żałobny od 2014 roku klasyfikowane są jako osobne gatunki i oba zaliczane są do kategorii NT (ang. Near Threatened – bliski zagrożenia). Liczebność populacji tych taksonów nie została oszacowana, ale ptaki te opisywane są jako niepospolite. BirdLife International ocenia trendy liczebności ich populacji jako spadkowe, głównie z powodu zmniejszania się naturalnego habitatu.